# Odborná praxe
Odborná praxe či odborný výcvik je součást výuky, při které žák, učeň nebo student navštěvuje školní dílny nebo externí pracoviště (odborný výcvik mimo školu se někdy také nazývá stáž) a vykonává tam pod dohledem pracovní činnost. Někdy se tak nazývá i zběhlost v daném oboru, již člověk po takové výuce získá (říkáme, že dotyčný má výcvik či že má praxi). 
V Česku základní popis odborného výcviku pro střední školy podává § 65 školského zákona 561/2004 Sb., kde se mimo jiné říká: „(1) Vzdělávání ve střední škole se člení na teoretické a praktické vyučování a výchovu mimo vyučování, praktické vyučování se člení na odborný výcvik, cvičení, učební praxi a odbornou nebo uměleckou praxi a sportovní přípravu, a to podle jednotlivých oborů vzdělání. Odborná nebo umělecká praxe a sportovní příprava může být uskutečňována i v období školních prázdnin po dobu stanovenou rámcovým vzdělávacím programem. (2) Praktické vyučování se uskutečňuje ve školách a školských zařízeních nebo na pracovištích fyzických nebo právnických osob, které mají oprávnění k činnosti související s daným oborem vzdělání a uzavřely se školou smlouvu o obsahu a rozsahu praktického vyučování a podmínkách pro jeho konání.“ Za práci vykonávanou během praxe přitom může být studující odměněn.